# 沢木郁也
沢木 郁也（さわき いくや、1951年8月25日 - ）は、日本の男性声優、ナレーター、音響監督である。千葉県柏市出身。アーツビジョン所属。

## 経歴
明治大学卒業。俳協養成所卒業。新企画、東京俳優生活協同組合に所属し、アーツビジョンの創設の際に同社に所属。日本ナレーション演技研究所講師。教え子に鈴木千尋、下野紘がいる。下野によると授業は、最初に2人芝居から入ることが多いという。

## 人物
アニメの他にゲーム、洋画の吹き替え、特撮ドラマの声の出演などでも活躍。
父親から悪の親玉、兵士役と何でもこなす名バイプレーヤー。かつて音響監督を担当していた作品も多数ある。オーディオドラマなどの演出も手掛け活躍。
コーン守役で出演した『キャッ党忍伝てやんでえ』では幻ナリ斎役の龍田直樹とアドリブで掛け合いを演じていた（ただし、本人曰く完璧に絵が入っているとアドリブは出にくいとのこと）。アシスタントプロデューサーの大倉宏俊によると「普段低い声の人がいきなり高い声で演じた方が面白い」という理由で起用されたという。
吹き替えではレイ・ワイズやスティーヴン・ラングを多く担当している。
趣味・特技は剣道三段、山歩き。

## 出演
太字はメインキャラクター。

### テレビアニメ
1976年
- グロイザーX（一平）

1979年
- 科学冒険隊タンサー5（奴隷A）

1980年
- がんばれゴンベ（お父さん）

1981年
- 戦国魔神ゴーショーグン（アナウンサー）
- 太陽の牙ダグラム（隊員A）
- ハロー!サンディベル
- まんが 水戸黄門
- 六神合体ゴッドマーズ（担当官）
- ワンワン三銃士（銃士隊員）

1982年
- おちゃめ神物語コロコロポロン（竜）
- 逆転イッパツマン（コマ吉）
- ときめきトゥナイト（内科医）
- 魔境伝説アクロバンチ（探検家A、隊長、中年）
- 魔法のプリンセス ミンキーモモ（1982年 - 1983年、執事、小人A）

1983年
- 愛してナイト（熊八、医師）
- 亜空大作戦スラングル（ラビリンス市長、ギラム将軍、ハロルド、ダイン、隊長 他）
- うる星やつら（1983年 - 1984年）
- アルプス物語 わたしのアンネット（マルセル）
- 機甲創世記モスピーダ（若者C、指揮官）
- キャプテン翼（1983年 - 1984年、城山）
- 銀河疾風サスライガー（隊長、オネスト・ジョー）
- さすがの猿飛（ギャング）
- ふしぎの国のアリス（店の主人）
- プラレス3四郎（社員A、社員）

1984年
- 宗谷物語（作業員、管理人、森島、隊員、漁船員）
- 超攻速ガルビオン（マルゴX、ジョージ伯爵）
- 超時空騎団サザンクロス（ゾスマ・ゾスム・ゾスモ、アントワーヌ大佐、ベケット、クリーガー中佐、ノードフ隊長 他）
- ビデオ戦士レザリオン（イーグル中将）
- ふしぎなコアラブリンキー（船員A、先生、野菜店のおやじ、アナウンサー、キウィ人 他）
- 牧場の少女カトリ（銃を持った農夫B、男、サーシャ、作男、牧師）
- 北斗の拳（1984年 - 1987年、ジョニー、仮面の男、ライガ、アビダ、ドルフィ、ムハリ、ベロン、パゲ 他） - 2シリーズ
- 魔法の天使クリィミーマミ（ディレクター、主人）
- 魔法の妖精ペルシャ（校長、青年）
- 森のトントたち
- らんぽう（ハルク）

1985年
- おねがい!サミアどん
- 機動戦士Ζガンダム（マトッシュ、キッチマン）
- サザエさん（1985年 - 、大八さん、カツオの担任、魚徳主人、マー坊、龍海、敬一郎、三河屋の主人〈2代目〉、松尾翁、石田鯛蔵〈2代目〉 他）
- 小公女セーラ（アーメンガードの父）
- 星銃士ビスマルク
- ダーティペア（グーリー）
- タッチ（先生）
- 超獣機神ダンクーガ（參謀B）
- 特装機兵ドルバック（看守A）
- 忍者戦士飛影
- ルパン三世 PARTIII

1986年
- 宇宙船サジタリウス（コスモサービスD）
- 機動戦士ガンダムΖΖ（神官、長老）
- 昭和アホ草紙あかぬけ一番!（事務担当）
- 青春アニメ全集（章夫、丸山一等兵）
- ドラゴンボール（1986年 - 1987年、兵士C、トラ、客、父親）
- ドリモグだァ!!
- マシンロボ クロノスの大逆襲（パイロン）
- メイプルタウン物語（マリアーノ・カレト）
- めぞん一刻
- ロボタン

1987年
- 赤い光弾ジリオン（偵察兵、将校）
- アニメ三銃士（御者、象使い）
- ウルトラB（ラーメン屋）
- 仮面の忍者 赤影（1987年 - 1988年、村長、明智光秀）
- きまぐれオレンジ☆ロード（おじいさん）
- グリム名作劇場（1987年 - 1989年、農夫、重臣、盗賊B、将軍A） - 2シリーズ
- ゲゲゲの鬼太郎（第3作）（1986年 - 1987年、編集長、桜田、調査員、パイロット）
- 新メイプルタウン物語 パームタウン編（運転手）
- 聖闘士星矢（シリウス）
- トランスフォーマー ザ☆ヘッドマスターズ（1987年 - 1988年、フォートレス / フォートレスマキシマス）
- ハイスクール!奇面組（当たり屋B、陸奥五郎）
- ビックリマン（1987年 - 1989年、変電鬼、ムゲン鬼、魔スターP）
- マシンロボ ぶっちぎりバトルハッカーズ（カタパルト〈2代目〉、プロトラック・レーサー〈3代目〉）
- ミスター味っ子（1987年 - 1989年、組合長、松井屋、審査員A、修業僧、関場武雄〈2代目〉）
- マンガ日本経済入門（戸田）

1988年
- F-エフ
- 機甲戦記ドラグナー（将軍）
- 魁!!男塾（忍者、二号生B、王大人）
- それいけ!アンパンマン（1988年 - 1997年、ドドの父、ナマズマン、メンドーくん、ゲター博士）
- 闘将!!拉麵男（春雨、フーヨーハイ、高僧）
- トッポ・ジージョ（タクシー運転手）
- トランスフォーマー 超神マスターフォース（1988年 - 1989年、入道、レンタカー屋、グランド / グランドマキシマス）
- プロゴルファー猿（塚内）
- ホワッツマイケル（ポッポの飼い主のヤクザ）
- 名門!第三野球部（指宿）
- 燃える!お兄さん（フリッパー、穴薄太郎）
- らんま1/2

1989年
- アイドル伝説えり子（エドガー、スミス）
- 悪魔くん（ベリアル）
- 機動警察パトレイバー
- ジャングル大帝（新）
- 獣神ライガー（1989年 - 1990年、ゴルゴース、三田村、神殿の声）
- たいむとらぶるトンデケマン!（1989年 - 1990年、魔法使い、市長、編集長）
- ひみつのアッコちゃん（第2期）（幸平）
- 魔動王グランゾート（1989年 - 1990年、チャンピオン、長老、じじ）
- ミラクルジャイアンツ童夢くん（落合博満、山本浩二）
- レスラー軍団〈銀河編〉 聖戦士ロビンJr.（光神ジルコニア、火怨王・対牙）

1990年
- アイドル天使ようこそようこ（音羽、火麗、山下先生、スーの父、ユノメ園長 他）
- 江戸っ子ボーイ がってん太助（ジューベイ）
- キャッ党忍伝てやんでえ（1990年 - 1991年、コーン守、カラス忍者A）
- 昆虫物語 みなしごハッチ（村長、グリム爺さん）
- ジャングルブック・少年モーグリ（チル、リンダの父、ニンゲン）
- ピグマリオ（ダーレス）
- まじかる☆タルるートくん（1990年 - 1991年、支店長、兄貴）
- 魔神英雄伝ワタル2（父、アキノソーラ）
- 魔法使いサリー（シリウス王、ドリア国王）
- 桃太郎伝説 PEACHBOY LEGEND（教育鬼、汚泥鬼）
- ルパン三世 ヘミングウェイ・ペーパーの謎

1991年
- 緊急発進セイバーキッズ
- ジャンケンマン（ジャンケン仙人）
- ハイスクールミステリー学園七不思議（一条みずきの父）
- 新世紀GPXサイバーフォーミュラ（ジュノー・モレロ、監督）
- 横山光輝 三国志（1991年 - 1992年、袁紹）
- トラップ一家物語（支配人、乗客）

1992年
- あしたへフリーキック（アル・パトラッチ）
- ウルトラマンキッズ 母をたずねて3000万光年（ガーロン）
- スペースオズの冒険（住民A）
- 超電動ロボ 鉄人28号FX（指揮官）
- 大草原の小さな天使 ブッシュベイビー（マイケル・ピーターソン）
- 伝説の勇者ダ・ガーン（1992年 - 1993年、レッドロン、シャトルセイバー）
- ファンタジーアドベンチャー 長靴をはいた猫の冒険
- フランダースの犬 ぼくのパトラッシュ（市議員B）
- 見ると強くなる 痛快!横綱アニメ ああ播磨灘（高村庄之助、ナレーション）

1993年
- 忍たま乱太郎（1993年 - 1998年、兄弟忍者・弟、弟子、マツタケ城主、男、侍）
- 勇者特急マイトガイン（事務総長）

1994年
- 銀河戦国群雄伝ライ（1994年 - 1995年、ナレーター）
- ツヨシしっかりしなさい（和尚、宝田）
- ママレード・ボーイ（佐久間理人）
- モンタナ・ジョーンズ（羊飼い）
- レッドバロン（カイザー、冴場博士）

1995年
- アニメ世界の童話（魔王、王様、皇帝）
- 行け!稲中卓球部（星野校長）
- 怪盗セイント・テール（望月教授）
- クマのプー太郎（ナレーション、行司）
- 神秘の世界エルハザード（村長）
- 天地無用!（長官）
- 美少女戦士セーラームーンSS（大野一郎）
- モジャ公（王様）
- ロミオの青い空（チェルビオ）

1996年
- ありす・イン・サイバーランド（水無月ありすのパパ）
- 家なき子レミ（村長）
- 快傑ゾロ（ドン・アレハンドロ・ベガ）
- クレヨンしんちゃん（1996年 - 2019年、親分、シイタケ農場のおじさん）
- ゲゲゲの鬼太郎（第4作）（ベリアル）
- 逮捕しちゃうぞ（1996年 - 2008年、徳野警部） - 3シリーズ
- 名探偵コナン（1996年 - 2016年、清水正人、若井健児、竹岡勲、春岡参治、車折刑事、宮台優）
- るろうに剣心 -明治剣客浪漫譚-（神谷越路郎、鶴左衛門、竜五郎）

1997年
- 剣風伝奇ベルセルク（1997年 - 1998年、イゴール、バズーソ、ボスコーン）
- スレイヤーズTRY（最長老）
- 中華一番!（トウリ大人）
- 烈火の炎（餓紗喰）

1998年
- 吸血姫美夕（村長）
- セクシーコマンドー外伝 すごいよ!!マサルさん（武田先生）
- センチメンタルジャーニー（大先生）
- ドクタースランプ（ウンチの父）
- 熱沙の覇王ガンダーラ（フォックスロット）
- ふしぎなメルモ（リニューアル版）（社長、車掌、校長、最終回ナレーション）
- 魔術士オーフェン（1998年 - 1999年、バグアップ） - 2シリーズ
- ロスト・ユニバース（所長）

1999年
- 神風怪盗ジャンヌ（宗像）
- ゴクドーくん漫遊記（エシャロット国王、魔王）
- ∀ガンダム（ラダラム・クン）
- ぶぶチャチャ（1999年 - 2001年、ガット） - 2シリーズ

2000年
- アルジェントソーマ（祖父、政府閣僚A）
- 銀装騎攻オーディアン（ジョージ・リベラ）
- 勝負師伝説　哲也（双子芸人・兄）
- 陽だまりの樹（堀田正睦）
- 闇の末裔（サーガタナス〈悪魔〉）

2001年
- スターオーシャンEX（ロニキス・J・ケニー提督）

2002年
- ギャラクシーエンジェルA（シ・ショー）
- サイボーグ009 THE CYBORG SOLDIER（ガイア、演出家）
- フルメタル・パニック!（2002年 - 2003年、風間信太郎、教頭） - 2シリーズ

2003年
- 明日のナージャ（ホセのマネージャー）
- SUBMARINE SUPER 99（ヘル・デスバード）
- ダイバージェンス・イヴ（ウォルフガング・ヴェルンス）
- 超ロボット生命体トランスフォーマー マイクロン伝説（ラチェット）
- 人間交差点（社会部部長）
- FIRESTORM（ハミルトン艦長）
- 魔法遣いに大切なこと（カヅキ）
- ヤミと帽子と本の旅人（次長）

2004年
- みさきクロニクル〜ダイバージェンス・イヴ〜（ウォルフガング・ヴェルンス）
- 天上天下（藤堂）
- 忘却の旋律（市長）
- マリア様がみてる〜春〜（住職）
- 美鳥の日々（呪術医）
- MONSTER（ミンターク）
- 勇午 〜交渉人〜（アンドレイ）

2005年
- かりん（アルフレッドの父）
- ケロロ軍曹（ゲパルト）
- 戦国英雄伝説 新釈 眞田十勇士 The Animation（板倉四郎右衛門勝重）
- 創聖のアクエリオン（シリウスの父）
- 雪の女王（船員）

2006年
- 桜蘭高校ホスト部（れんげの父親）
- 太陽の黙示録（秘書官）
- BLACK LAGOON The Second Barrage（マカリュシカ）
- BLOOD+（竹田デスク）

2007年
- ゲゲゲの鬼太郎（第5作）（海座頭）
- シグルイ（小野忠明）
- 蒼天の拳（師父）
- DARKER THAN BLACK シリーズ（2007年 - 2009年、猫〈マオ〉） - 2シリーズ

2008年
- ゴルゴ13（ブライアン）
- ソウルイーター（ホームズ）
- 破天荒遊戯（村長）

2009年
- NARUTO -ナルト- 疾風伝（山椒魚の半蔵）
- 花咲ける青少年（マハティ）

2010年
- COBRA THE ANIMATION（レオ）
- 伝説の勇者の伝説

2011年
- 機動戦士ガンダムAGE（ヘンドリック・ブルーザー）

2012年
- エウレカセブンAO（スタンリー・フライ）

2013年
- RDG レッドデータガール（宗田教授）
- 境界の彼方（名瀬家祖父）
- 絶園のテンペスト（事務次官）
- まおゆう魔王勇者（蒼魔将軍）

2014年
- ONE PIECE（2014年 - 2024年、藤虎 / イッショウ）

2015年
- うしおととら（ニコラス・ケストラー）
- 血界戦線（担当医 / 長老 / レオス長老）
- 攻殻機動隊 ARISE ALTERNATIVE ARCHITECTURE（ソガ）
- ONE PIECE エピソードオブサボ 〜3兄弟の絆 奇跡の再会と受け継がれる意志〜（藤虎 / イッショウ）

2017年
- タイガーマスクW（エヴァンス）
- 正解するカド（徭仁平）
- タイムボカン 逆襲の三悪人（エジソン）
- 十二大戦（幹部）
- キノの旅 -the Beautiful World- the Animated Series（長老）
- いぬやしき（警視総監）

2018年
- 銀河英雄伝説 Die Neue These 邂逅（グレゴール・フォン・ミュッケンベルガー）
- ドラえもん（テレビ朝日版第2期）（ナレーション）

2019年
- レイトン ミステリー探偵社 〜カトリーのナゾトキファイル〜（アージ・ミサダメール）
- 賢者の孫（スイード王）
- キャロル&チューズデイ（ハミルトン）
- かつて神だった獣たちへ（レイチャード）
- スタンドマイヒーローズ PIECE OF TRUTH（厚労省幹部）

2020年
- ムヒョとロージーの魔法律相談事務所（トーマス）
- くまクマ熊ベアー（エンズ・ローランド）

2021年
- 装甲娘戦機（城之内）

2022年
- ニンジャラ（2022年 - 2025年、ルーク、マスターシャドー）
- Extreme Hearts（橘宗一）
- デジモンゴーストゲーム（若君〈怨霊〉）

2023年
- 異世界ワンターンキル姉さん 〜姉同伴の異世界生活はじめました〜（セバスチャン）
- Fate/strange Fake（2023年 - 2024年、キシュア・ゼルレッチ・シュバインオーグ） - 2シリーズ
- 白聖女と黒牧師（オズウェル〈ローレンスの祖父〉）
- とあるおっさんのVRMMO活動記（エメル〈グリーン・ドラゴン〉）

### 劇場アニメ
1978年
- 時間よとまれ

1981年
- 機動戦士ガンダム（カンプ）

1983年
- ドキュメント 太陽の牙ダグラム（代表A）
- まんがイソップ物語

1984年
- 超時空要塞マクロス 愛・おぼえていますか（重臣）

1985年
- キャプテン翼 ヨーロッパ大決戦（城山）

1986年
- 11人いる!
- 北斗の拳

1987年
- ドラゴンボール 魔神城のねむり姫（魔人）
- 妖獣都市（バーテン）

1988年
- 魁!!男塾（忍者）
- ビックリマン 無縁ゾーンの秘宝（魔基素）

1989年
- ヴイナス戦記（支店長）

1990年
- それいけ!アンパンマン ばいきんまんの逆襲（ナマズマン）
- それいけ!アンパンマン おむすびまん（あんまんぼう）
- 殺人切符はハート色（ゴンベエ）

1992年
- アップフェルラント物語（皇帝〈カイゼル〉）
- トトイ（マルコ）

1994年
- 餓狼伝説 -THE MOTION PICTURE-（市長）

1997年
- エルマーの冒険（トラB）
- 新世紀エヴァンゲリオン劇場版 Air/まごころを、君に（ゼーレ04、アナウンス右、戦自師団長、無線A、首相）

1999年
- 逮捕しちゃうぞ the MOVIE（徳野警部）

2001年
- シャム猫 -ファーストミッション-（政治家D）

2002年
- 劇場版∀ガンダムI 地球光（ラダラム・クン）
- 劇場版∀ガンダムII 月光蝶（ラダラム・クン）

2005年
- 機動戦士Ζガンダム A New Translation -星を継ぐ者-（フランクリン・ビダン）

2013年
- 攻殻機動隊 ARISE Ghost Whispers（ソガ大佐）
- 名探偵コナン 絶海の探偵（車折刑事）

2015年
- 劇場版 境界の彼方 －I'LL BE HERE－ 過去篇（名瀬家 祖父）

2019年
- ONE PIECE STAMPEDE（藤虎 / イッショウ）

2020年
- 劇場版 Fate/stay night [Heaven's Feel] III.spring song（キシュア・ゼルレッチ・シュバインオーグ）

2022年
- ONE PIECE FILM RED（藤虎 / イッショウ）

2023年
- 名探偵コナン 黒鉄の魚影（丑尾寛治）

### OVA
時期不明
- 熱砂の対決（ボス）

1983年
- ダロス（ポリス）

1985年
- エリア88（ジェス）
- 戦え!!イクサー1（司令）
- メガゾーン23（ナカオ）

1986年
- アイ・シティ（科学者）
- アウトランダーズ（大司教、副長）

1987年
- ダーティペア（グーリー）
- 大魔獣激闘 鋼の鬼
- バブルガムクライシス（マクラーレン）
- ヘル・ターゲット（リコ・フェルナンデス）
- 夢から、さめない。（スタッフA）
- ロボットカーニバル「プレゼンス」（男C）

1988年
- Crying フリーマン（代理）
- 沙羅曼蛇（パイロットA）
- New Story of Aura Battler DUNBINE（男）

1989年
- アーシアン（所長）
- おがみ松吾郎
- 強殖装甲ガイバー（ゼクトール）
- クラッシャージョウ 最終兵器アッシュ（プロミネンス艦長）
- バオー来訪者（第22の男、仮面の男）
- 星猫フルハウス
- 燃える!お兄さん（フリッパー、射的屋、店長）
- レアガルフォース（ニューマン）

1990年
- A-Ko The VS / GRAY SIDE（寿護衛艦隊艦長）
- 楳図かずおの呪い（ナレーション）
- 男樹（三島鉄雄）
- ガデュリン（魔術師A）
- 気ままにアイドル
- 新カラテ地獄変（坂上）
- ダーティペア 謀略の005便（グーリー主任）

1991年
- アリス 〜モンキーパンチの世界〜（仙人）
- いしいひさいちの大政界（リポーター）
- 一本包丁満太郎（支配人）
- インフェリウス惑星戦史外伝 CONDITION GREEN（ナレーション）
- 心霊恐怖レポート うしろの百太郎（後健太郎）
- うっちゃれ五所瓦（雷電）
- ARIEL（ナレーター）
- 孔雀王3 櫻花豊穣（部長）
- クレオパトラD.C.（艦長）
- 柔道部物語（鷲尾弘美）
- 生命の科学ミクロパトロール（ピエール）
- 魔獣戦士ルナ・ヴァルガー（ダンバスの使者）
- 魍魎戦記MADARA（濁狼）

1992年
- イース 天空の神殿〜アドル・クリスティンの冒険〜（ゴーバン）
- ウルフガイ（ハンター）
- 究極のSEXアドベンチャー カーマスートラ（老師）
- 幻想叙譚エルシア（ムーラ、ナレーター）
- JOKER マージナル・シティ（バーリー）
- 新・超幕末少年世紀タカマル（指切源満）
- チャイナさんの憂鬱（ポール）
- 東京BABYLON A SAVE FOR TOKYO CITY STORY（会長）
- ドン 極道水滸伝（村井）
- ドン 極道水滸伝 怒濤編（小島）
- バビル2世（山崎）
- 魔動王グランゾート 冒険編（大地の祖父）

1993年
- アル・カラルの遺産（ゴードン）
- キャシャーン（ナレーター）
- 紺碧の艦隊（キンメル、土方左衛門）
- ブラック・ジャック（村の老人）
- 紅狼

1994年
- GATCHAMAN（南部考三郎博士）
- 湘南純愛組!（町田、松下刑事、刑事A）
- ダーティペア FLASH（高官）
- 熱砂の惑星 女公安官ケイト（ボス）
- 覇王大系リューナイト アデュー・レジェンド（1994年 - 1995年、ロウキ、リューパラディン）
- 魔物ハンター妖子5 光陰覇王の乱（主人）
- ワイルド7（署長）

1995年
- ガンスミスキャッツ（ロイ・コールマン）
- 魔法少女プリティサミー（神官長）

1996年
- カメレオン2 地獄のキョーダイ（車内の男）
- 機動戦士ガンダム 第08MS小隊（軍医）
- 紺碧の艦隊（ハインリッヒ・フォン・ヒトラー）
- Ninja者（ユキノブ）
- レジェンド・オブ・クリスタニア（ディレーオン）

1997年
- ありす in Cyberland（デイビッド＝モールトン）
- 旭日の艦隊（ハインリッヒ・フォン・ヒトラー）
- 銀河英雄伝説（グスマン）

1998年
- ダイノゾーン（ダイモンリューグ）
- ONE PIECE 倒せ!海賊ギャンザック（ヘリング、ナレーション）

1999年
- それいけ! アンパンマン うたってあそぼう♪ようちえんはたのしいな（メンドーくん）

2001年
- うさぎちゃんでCue!!（謎の男）

2005年
- 天上天下 ULTIMATE FIGHT（藤堂）

2006年
- 機動戦士ガンダム MS IGLOO - 黙示録0079 -（ヘルベルト・フォン・カスペン）
- マリア様がみてる 3rdシーズン（志摩子の父）

2008年
- METAL GEAR SOLID 2 BANDE DESSINEE（リボルバー・オセロット〈代役〉）

2011年
- SUPERNATURAL: THE ANIMATION（アンダーソン）

2017年
- 宇宙戦艦ヤマト2202 愛の戦士たち（導師）※ODS作品

2018年
- 機動戦士ガンダム THE ORIGIN（パオロ・カシアス） - 2019年に再編集作品『THE ORIGIN 前夜 赤い彗星』テレビ放送

### Webアニメ
- ニンジャスレイヤー フロムアニメイシヨン（2015年、スガワラノ・トミヒデ / レベナント）
- ファントム オブ キル -Zeroからの反逆-（2016年、執政官[51]）
- PLUTO（2023年、団長）

### ゲーム
1991年
- エフェラ アンド ジリオラ ジ・エンブレム フロム ダークネス（オープニングナレーション）

1992年
- エメラルドドラゴン（カルシュワル、エメラルドドラゴン、ヴェンディダード）

1993年
- ヴァイ 〜流星の鎧〜（PRIEST、カルザニア王、ナレーター）
- ヴェインドリームII（金竜メーフィス）
- ソードマスター（ナレーター）
- 秘密の花園（鬼山）
- フラッシュハイダース（ラフルハルト）

1994年
- スターブレイカー（ペガサス）
- 初恋物語（お父さん）
- ロードス島戦記II（ギャラック）

1995年
- 真怨霊戦記（有沢鬼土、中村次郎、清水光念）

1996年
- ありす in Cyberland（デイビッド＝モールトン）
- 究極の倉庫番（Mr.ボージャングル）

1997年
- 機動戦士Ζガンダム（ブレックス・フォーラ、MPマトッシュ）
- バウンダリーゲート（ナレーション、魔導聖堂司祭長）
- ウルトラマン図鑑（ナレーション）

1998年
- 機動戦士ガンダム ギレンの野望（ブレックス・フォーラ、連邦仕官A、正統ジオン将校）
- 新世代ロボット戦記ブレイブサーガ（レッド・ロン）
- 戦国美少女絵巻 空を斬る!!（ディレクター）
- どきどきポヤッチオ（ガリクソン、モーガン）
- ファーランドサーガ 時の道標（マスター、サーラの父）
- クライシスビート(オイゲン大佐)

1999年
- エアロダンシング featuring Blue Impulse（轟剛太）
- SDガンダム GGENERATION（1999年 - 、ヘルベルト・フォン・カスペン、ブレックス・フォーラ〈ZERO〉、フランクリン・ビダン、ラダラム・クン） - 6作品
- Spiritual Soul（ベルセド、クライフ・ファンクラフト）
- 猫侍（「斬馬」弥四郎）

2000年
- エアロダンシング 轟隊長のひみつディスク（轟剛太）
- エアロダンシング F（轟剛太）
- エアロダンシング F 轟つばさの初飛行（轟剛太）
- 機動戦士ガンダム ギレンの野望 ジオンの系譜（ブレックス・フォーラ）
- BLOOD THE LAST VAMPIRE（デイビッド）
- ポポロクロイス物語II（大神ユリウス、バスカル）

2001年
- エアロダンシング i（轟剛太）
- エアロダンシング i 次回作まで待てませ〜ん（轟剛太）
- 逮捕しちゃうぞ（徳野警部）

2002年
- エアロダンシング 4 New Generation（轟剛太）
- 機動戦士ガンダム ギレンの野望 ジオン独立戦争記（ブレックス・フォーラ、サイド6代表）

2003年
- Kunoichi -忍-（地蟲）

2004年
- 勝負師伝説 哲也 DIGEST（双子兄）

2005年
- 影牢II -Dark illusion-（ヘルツォーク）
- キングダム ハーツII（MCP）

2006年
- アーマード・コア4（エミール・グスタフ）
- エースコンバット・ゼロ ザ・ベルカン・ウォー（ディトリッヒ・ケラーマン）
- マブラヴ オルタネイティヴ全年齢版（鎧衣 左近）

2007年
- エンチャント・アーム（炎帝）
- Gears of War（ビクター・ホフマン）

2008年
- カドゥケウス ニューブラッド（マイルズ・フーヴァー）
- 機動戦士ガンダム ギレンの野望 アクシズの脅威（マトッシュ、フランクリン・ビダン）

2009年
- アンティフォナの聖歌姫 〜天使の楽譜 Op.A〜（エドガー）
- Gears of War 2（ビクター・ホフマン）
- 機動戦士ガンダム ギレンの野望 アクシズの脅威V（マトッシュ、フランクリン・ビダン、ヘルベルト・フォン・カスペン）
- Halo Wars（ジェームズ・グレゴリー・カッター艦長）

2010年
- スーパー戦隊バトル ダイスオー（テンソウダー音声）

2011年
- Gears of War 3（ビクター・ホフマン）
- 機動戦士ガンダム 新ギレンの野望（ヘルベルト・フォン・カスペン）
- スーパー戦隊バトル レンジャークロス（テンソウダー音声）

2012年
- エースコンバット3D クロスランブル（エドガー・グリント）
- 機動戦士ガンダムAGE ユニバースアクセル / コズミックドライブ（ヘンドリック・ブルーザー）
- 第2次スーパーロボット大戦Z 再世篇（ブランチ）
- 十鬼の絆 〜関ヶ原奇譚〜（島津義弘）
- マブラヴ オルタネイティヴ クロニクルズ 再誕（鎧衣 左近）
- 闇からのいざない -TENEBRAE-（浦上蒼真）

2013年
- 十鬼の絆 花結綴り（島津義弘）
- NARUTO -ナルト- 疾風伝 ナルティメットストーム3（半蔵）
- マブラヴ オルタネイティヴ トータル・イクリプス（鎧衣左近）

2014年
- 俺の屍を越えてゆけ2（石猿田衛門、常夜見玄白、仙酔エビス）
- 魁!!男塾 〜日本よ、これが男である!〜（王大人）
- ジェイスターズ ビクトリーバーサス（王大人）
- KNACK（ドクター・バーガス）
- NARUTO -ナルト- 疾風伝 ナルティメットストームレボリューション（半蔵）
- ONE PIECE アンリミテッドワールド レッド（藤虎 / イッショウ）
- ONE PIECE 超グランドバトル! X（藤虎 / イッショウ）
- ONE PIECE ワンピースキングス（藤虎 / イッショウ）

2015年
- ゼノブレイドクロス（モーリス）
- デビル メイ クライ4 スペシャルエディション（教皇）
- ファイナルファンタジーXIV：蒼天のイシュガルド（エドモン・ド・フォルタン伯爵）
- ワンピース 海賊無双3 / 4（2015年 - 2020年、藤虎 / イッショウ） - 2作品
- エースコンバット3D クロスランブル+（エドガー・グリント）

2016年
- Collar×Malice（鷹枝勇作）
- ドラゴンボールフュージョンズ（人造人間20号）
- NARUTO -ナルト- 疾風伝 ナルティメットストーム4（半蔵）
- ONE PIECE トレジャークルーズ（藤虎 / イッショウ）

2018年
- アルテイルNEO（ズガテロザ、ウォベル、インゴバート）

2019年
- ドラゴンクエストXI 過ぎ去りし時を求めて S（バハトラ、クレイモラン王）
- ガンダムネットワーク大戦（パオロ・カシアス）

2020年
- ペルソナ5 スクランブル ザ ファントム ストライカーズ（大和田純）
- ドラゴンボールZ カカロット（人造人間20号）
- 世界のアソビ大全51
- テイルズ オブ クレストリア（セネガル）

2021年
- 時計仕掛けのアポカリプス（オリビン・クロイツ）
- WAR OF THE VISIONS ファイナルファンタジー ブレイブエクスヴィアス 幻影戦争（ログザ・オウィス）

2022年
- 機動戦士ガンダム U.C. ENGAGE（2022年 - 2023年、フランクリン・ビダン、老人）

2024年
- 銀河英雄伝説 Die Neue Saga（グレゴール・フォン・ミュッケンベルガー）
- ドラゴンボール Sparking! ZERO（Dr.ゲロ）
- グランブルーファンタジー（イーゴン）
- インディ・ジョーンズ/大いなる円環

2025年
- ゼノブレイドクロス ディフィニティブエディション（モーリス）

時期未発表
- キャッ党忍伝てやんでえ（狐塚コーン守）

### ドラマCD
- 蒼のマハラジャ（サヒバ）
- 英雄伝説IV 朱紅い雫（クロワール）
- エレメンタル ドラグーン -2つの光-（ナレーター）
- 風の大陸 CDシネマ1 邂逅編 上（ボイスと決闘する大男）
- 銀河戦国群雄伝ライ（ナレーション）
- GファンタジーコミックCDコレクション ファイアーエムブレム暗黒竜と光の剣（ジェイガン）
- 集英社カセットコミックシリーズ 魁!!男塾2 死闘!冥凰島決勝トーナメント（ファラオ）
- 十兵衛紅変化（マスター）
- CDシアター ドラゴンクエストIV、V（バコタ、ルドマン）
- 十二国記 東の海神 西の滄海（ナレーション）
- 声優刑事（二階堂孝治）
- 聖刻覇伝 ラシュオーンの嵐（司祭長）
- 創竜伝（教祖、鳥羽靖一郎）
- 超々学園アカデミニャン 一・二学期（コン・グラッチュレーション）
- 天高く雲は流れ（クラル）
- 伝説の勇者ダ・ガーン MYSTERIOUS BELL（シャトルセイバー / レッドロン）
- デスクトップのメイドさん（オルランド国連事務総長）
- 天地無用!ラジオ電影箱 ミステリーch.（ストーリーテラー）
- ドラゴンランス戦記（アリアカス卿、エーベン）
- 人間倶楽部（王黄明）
- 薄桜鬼 真改 〜山南過去想起〜（大久保九郎兵衛）
- 走れ!T高バスケット部（岩田コーチ）
- ビデオ・ゲーム・グラフィティ（ホブリン）
- ファイアーウーマン纏組（運転手）
- フォーチュン・クエスト（リーバンクリフ）
- 新世紀GPXサイバーフォーミュラ SAGAII ROUND3 鋼鉄のマイスタージンガー（ハイネルの父）
- 炎の蜃気楼（海軍提督）
- ぽっぷるメイルパラダイス2（マテリアル）
- 魔術士オーフェン しゃべる無謀編1・6（バグアップ）
- メガブレイド（七海三平）
- レジェンド・オブ・クリスタニア（アバン・タイトルナレーション）
- 劇場版 Fate/stay night [Heaven's Feel] III.spring song Original Drama CD「遠坂凛の聖杯戦争、その後」（2020年、キシュア・ゼルレッチ・シュバインオーグ）

### BLCD
- 銀のレクイエム（ナレーション、初老の男）
- ケダモノ3 ケダモノと呼ばれる男（一明の父）
- 新宿退屈男〜欲望の法則〜（近藤）
- プリティ・ベイビィズ（凛太郎）
- ニューヨーク・ニューヨーク（フレーバー刑事）

### 吹き替え

#### 担当俳優
ザンダー・バークレー
- 天国に行けないパパ（スターク）
- 背徳の囁き（ルディ・モーア）
- フォー・ザ・ボーイズ（ロバート）

スティーヴン・ラング
- VETERAN ヴェテラン（フレッド）
- ドント・ブリーズ（ノーマン・ノードストローム / 盲人）
  - ドント・ブリーズ2

レイ・ワイズ
- エージェント・カーター（ヒュー・ジョーンズ社長）
- ツイン・ピークス（リーランド・パーマー）
- ツイン・ピークス The Return（リーランド・パーマー）
- ディナーをどうぞ!（ガスタフソン校長）
- 犯罪捜査官ネイビーファイル シーズン10 #3（マーヴィン・ボルトン下院議員）
- FARGO/ファーゴ3（ポール・マーレン）
- THE MENTALIST メンタリストの捜査ファイル4 #23（デニス・ヴィクター社長）
- -less レス（フランク・ハリントン）

#### 映画
- アイリッシュマン（フランク・シーラン〈ロバート・デ・ニーロ〉）
- アウト・フォー・ジャスティス（ジョーイ・ドッグス〈ニック・コレロ〉）※テレビ朝日版
- 悪魔たち、天使たち（ブキャナン捜査官〈ロバート・レッサー〉）
- アビス（リーランド・マクブライド〈ジミー・レイ・ウィークス〉）※フジテレビ版
- アラン・ドロン/私刑警察（ゼレム〈ブルーノ・ラファエリ〉）
- アンティ・キラー（フォックス）
- アンディ・ラウの神鳥伝説（イン）
- アントマン（ミッチェル・カーソン〈マーティン・ドノヴァン〉）
- アンドレ/海から来た天使（グリフ・アームストロング）
- 1941（デニス・デソト〈ペリー・ラング〉）※TBS版
- 移動都市/モータル・エンジン（クワン総督〈キー・チャン〉[68]）
- インモラル捜査官（マッキンタイア〈ロバート・ヴォーン〉）
- ウェルカム・トゥ・サラエボ（グレッグ〈ジェームズ・ネスビット〉）
- 宇宙からのツタンカーメン（ジェフ）
- ウルフクリーク/猟奇殺人谷（ミック・テイラー〈ジョン・ジャラット〉）
- 運命の瞬間/そしてエイズは蔓延した（エディ・パパサノ〈フィル・コリンズ〉）
- エアポート'77/バミューダからの脱出
- エイリアン・コップ（警官2[69]）※テレビ朝日版
- エクソシスト3（ライアン刑事〈ドン・ゴードン〉）※VHS版
- X-ファイル ザ・ムービー（ダリウス・ミショー〈テリー・オクィン〉）
- X-MEN2（ウォルターズ）※劇場公開版
- エネミー・オブ・アメリカ（偽ブリル〈ガブリエル・バーン〉、ポーリー・ピンテーロ〈トム・サイズモア〉）※ソフト版
- F/X2 イリュージョンの逆転（チャンブリス〈ディー・マカフェルティ〉、ルンペン）※VHS版
- エンド・オブ・ザ・ワールド（ジュリアン・オズボーン〈ブライアン・ブラウン〉）
- オーストラリア（アイヴァン）
- オーメン4（ジェイク・マディソン〈ドン・S・デイヴィス〉）※ソフト版
- 王妃マリー・アントワネット（ナレーター〈シャルル・ベルラン〉）※ソフト版
- オスロ国際空港/ダブル・ハイジャック（無線の声、先導警官）
- オデッセイ2001（アレン・ライサンダー〈ライアン・オニール〉）
- オフビート（リオン〈ヴィクター・アルゴ〉）※テレビ東京版
- オレゴン魂 ※テレビ朝日版
- 海賊船（ハイランダー）
- カウントダウン 9.11（エリオット〈ニック・ノルティ〉）
- カジノ・ヒート（ヴィンス〈ジョー・パントリアーノ〉）
- 風と共に去りぬ（ポーク）※ソフト版
- カポーティ（マーシャル・クラッチ刑務所長〈マーシャル・ベル〉）
- カラーズ 天使の消えた街（スパンキー〈ブルース・ビーティ〉、マネス）
- カリフォルニア〜ジェンマの復讐の用心棒
- カリブの嵐（守衛）※テレビ朝日版
- ガングレイジー（ルーニー〈ジョー・ダレッサンドロ〉）
- カンニング・モンキー 天中拳（ミャオ副官〈ジェームス・ティエン〉[70]）※フジテレビ版
- キスキス,バンバン -L.A.的殺人事件（ダブニー・ショー〈ラリー・ミラー〉）
- 奇蹟/ミラクル（タイガー〈オー・ジョンホン〉）
- ギター弾きの恋（ベン・ダンカン〈本人役〉）
- きみがぼくを見つけた日（リチャード・デタンブル〈アーリス・ハワード〉）
- キャノンボール3 新しき挑戦者たち（ミスター・ベンソン、カール・ルイス）※VHS版、（ホイットマン）※TBS版
- ギルダ（モーリス・オブレゴン刑事〈ジョセフ・カレイア〉）※ソフト版
- キング・オブ・デストロイヤー/コナンPART2 ※テレビ朝日版
- キング・オブ・ハーレー（コンロイ・プライス〈コートニー・B・ヴァンス〉）※テレビ東京版
- グーニーズ（保安官）※ソフト版
- クイーン・オブ・ザ・ヴァンパイア（ロジャー〈ティリエル・モーラ〉）
- グッバイ・モロッコ（ベン・サイド）
- 暗闇にベルが鳴る（クリス〈アート・ヒンドル〉）※フジテレビ版
- クリフハンガー（キネット〈レオン〉）※日本テレビ版
- クリムゾン・タイド（ボビー・ドガーティ大尉〈ジェームズ・ガンドルフィーニ〉）※ソフト版
- クレイジー・ワールド（ミッチェル・ウォルシュ）
- クローン（ネルソン〈トニー・シャルーブ〉）
- 黒いチューリップ（ルロワ）※テレビ東京版
- 刑事ニコ/法の死角（チチ・ラモーネ・テスタメンテ〈ミゲル・ニーノ〉）※テレビ朝日版
- 激突!（デイヴィッド・マン〈デニス・ウィーバー〉）※日本テレビ版のガイド版[71][72]
- ゲッティング・イーブン（ウェイン〈ダン・フロレク〉）
- 原子力潜水艦浮上せず（ファウラー〈ドリアン・ヘアウッド〉）
- ゴースト/血のシャワー（ジャッキー〈ソウル・ルビネック〉）
- ゴールデン・チャイルド（ハーブショップの店員）※フジテレビ版
- 恋する予感（バニー〈ピーター・ファース〉）
- 恋するレシピ 〜理想のオトコの作り方〜（バド〈スティーヴン・トボロウスキー〉）
- コクーン（ジョン・デクスター〈クリント・ハワード〉）
- 告発の行方 ※フジテレビ版
- ゴッド・ギャンブラー（上山宏次〈鹿村泰祥〉）※VHS版
- ゴッド・ギャンブラーII（デビル・ギャンブラー）※VHS版
- コットンクラブ（バンピー〈ローレンス・フィッシュバーン〉）※TBS版
- コラテラル・ダメージ ※フジテレビ版
- 殺したいほどアイ・ラブ・ユー（カルロス刑事〈ジャック・ケーラー〉）
- コンクラーベ 天使と悪魔（デストゥトヴィル枢機卿〈ジェームズ・フォークナー〉）
- サイクロンZ（マフィア〈ディック・ウェイ〉）
- 最前線物語
- サイドキックス（ホーン先生〈リチャード・モール〉）
- THE CROW/ザ・クロウ
- ザ・コア（FBI捜査官〈グレン・モーシャワー〉）※テレビ朝日版
- ザ・サイレンサー MAGNUM357（ジョーイ・ジネリ〈マリオ・オピナート〉）
- ザ・ターゲット（フランク・リデル〈テリー・オクィン〉、ジョージ）
- 殺人課（ランドルフ〈ヴィング・レイムス〉、ウィリー・シムズ）
- ザモラ（ジャングルエド〈テリー・ファンク〉）
- さよならゲーム
- サルサ/灼熱のふたり（司会者、医師）
- 三銃士（ビスカレ）
- サンタクロース ※テレビ朝日版
- G.I.フォース（クルーガー博士〈ウド・キア〉）
- シー・オブ・ラブ（アーネスト・リー〈ダミエン・リーク〉）※ソフト版
- ジェニファー8（ジョン・テイラー〈グレアム・ベッケル〉）
- シカゴ・コネクション/夢みて走れ（エース）
- 始皇帝暗殺（秦王・政〈リー・シュエチェン〉）
- 地獄の戦線
- 地獄のモーテル（ボブ・アンダーソン）
- 静かなる男（ピーター・ロナガン牧師〈ワード・ボンド〉）※スター・チャンネル版
- 7月4日に生まれて（退役軍人〈トム・サイズモア〉、バワーズ軍曹）※テレビ朝日版、（ドッグ）※VHS版
- 七小福 〜夢に生きた子供達〜（ファー叔父さん〈ラム・チェンイン〉）
- シモーヌ（マックス・セイヤー〈プルイット・テイラー・ヴィンス〉）
- ジャック・サマースビー（バック〈ラニー・フラハーティ〉）※ソフト版
- ジャドヴィル包囲戦 -6日間の戦い-
- シャンハイ・ヌーン（側近〈サム・サイモン〉）※ソフト版
- 13日の金曜日 PART6 ジェイソンは生きていた!（リック〈ヴィンセント・ガスタフェッロ〉）
- ジョーズ ※TBS版
- ジョニー・ハンサム（ラリー）
- 知らなすぎた男（ロジャー・ダゲンハースト〈リチャード・ウィルソン〉）
- ジングル・オール・ザ・ウェイ（パレードのブースター〈カーティス・アームストロング〉）※フジテレビ版
- 侵入者3（ジーノ・カルーチ〈ジェームズ・ルッソ〉）
- スーパー・タッチダウン（アンドレ・クリム〈シンバッド〉）
- 推定無罪（リオン・ウェルズ〈リーランド・ガント〉）※ソフト版
- スター・ウォーズシリーズ
  - スター・ウォーズ エピソード4/新たなる希望（ゴールドリーダー〈アンガス・マッキネス〉、ポール・トレイダム中尉〈ピーター・サマー〉）※劇場公開版・ソフト版
  - スター・ウォーズ エピソード5/帝国の逆襲（マッケイ准尉〈マーク・カプリ〉）※ソフト版
  - スター・ウォーズ エピソード6/ジェダイの帰還（マーカンド少佐〈リチャード・マーカンド〉、EV-9D9〈声：リチャード・マーカンド〉）※ソフト版
- スティル・クレイジー（デヴィッド・"ビーノ"・バゴット〈ティモシー・スポール〉）
- スネーキーモンキー 蛇拳（シュウケイ〈シュー・シア〉）
- スピーシーズ4 新種覚醒（トム〈ベン・クロス〉）
- スピードスター（ミッチ〈トニー・カラブレッタ〉）
- スモール・ソルジャーズ（アーチャー〈フランク・ランジェラ〉）※DVD版、（ブッチミートフック〈ジム・ブラウン〉）※VHS版
- スリー・キングス ※フジテレビ版
- 戦場（ダイナマイト・デイヴ）※VHS版
- ソード・オブ・ザ・ファンタジー（オーディン〈ウォルフラム・ベルガー〉）
- 続ラブ・バッグ（バーンズドーフ）
- ソニック・ザ・ムービー（ウォルターズ〈トム・バトラー〉[73]）
  - ソニック・ザ・ムービー/ソニック VS ナックルズ[74]
  - ソニック×シャドウ TOKYO MISSION[75]
- ソルジャー（チャーチ〈ゲイリー・ビジー〉）※ソフト版
- ダイアナ（サムンダー〈アート・マリック〉）
- 大西部無頼列伝（セプテンブレ〈サル・ボージェス〉）※テレビ東京版
- ダイ・ハードシリーズ
  - ダイ・ハード（ハインリッヒ〈ゲイリー・ロバーツ〉）※テレビ朝日版
  - ダイ・ハード2（マーヴィン〈トム・バウアー〉、軍用機コーパイ）※ソフト版
  - ダイ・ハード4.0（ワイズマン）
- ダイヤモンドの犬たち（ポール・アダムス〈マイケル・メイヤー〉）
- ダウンサイズ（ヨリス〈ウド・キア〉）
- 007シリーズ
  - 007/オクトパシー（サドルディン〈アルバート・モーゼス〉）※TBS版
  - 007/リビング・デイライツ（本部の男性）※TBS版
  - 007/消されたライセンス（ミルトン・クレスト〈アンソニー・ザーブ〉）※VHS版、（クワン〈ケリー・ヒロユキ・タガワ〉）※ANA機内上映版
- 弾丸を噛め（スティーヴ）
- 小さな贈りもの（トラックヤード店員）
- チャイニーズ・オデッセイ（菩提老祖〈ジェフ・ラウ〉）
- チャイニーズ・ゴースト・ストーリー（ロウロウ〈ラウ・シウミン〉）※ソフト版
- チャイニーズ・ゴースト・ストーリー2（フー大臣〈ラウ・シウミン〉）※ソフト版
- 沈黙の戦艦（ハリス中佐〈バーニー・ケイシー〉、ジグス）※テレビ朝日版
- 追跡者（ボビー・ビッグス連邦副保安官〈ダニエル・ローバック〉）※テレビ朝日版
- ツインズ（ボブ・クレイン〈トム・マクライスター〉）※ソフト版
- 帝王伝説（フィンチ〈パトリック・キルパトリック〉）
- ディケンズのニコラス・ニクルビー（ネッド・チアリブル）
- ディフェンダー（フランク・カーペンター刑事〈ジェームズ・レマー〉）
- デューン/砂の惑星（ガード1）※テレビ朝日版
- 天国の門（ジョン・L・ブリッジス〈ジェフ・ブリッジス〉）
- 逃亡者（若い刑務官〈パンチョ・デミングス〉）※テレビ朝日版
- トゥルー・ロマンス（警部〈エド・ローター〉）※ソフト版
- ドク・ソルジャー/白い戦場（ウォーリン）※ソフト版
- ドメスティック・フィアー（レイ・コールマン〈スティーヴ・ブシェミ〉）
- トレーニング デイ（ダグ・ロッセリ刑事〈ハリス・ユーリン〉）
- トレマーズ コールドヘル（バート・ガンマー〈マイケル・グロス〉）
- トロン（マスター・コントロール・プログラム/MCP〈デビッド・ワーナー〉）※ソフト版
- ナイルの宝石 ※フジテレビ版
- ナショナル・ランプーン/クリスマス・バケーション（ルイス叔父さん〈ウィリアム・ヒッキー〉）
- ニキータ（ジョン）
- 逃げる天使（ヴィンス・バンガー軍曹〈ゲイリー・ビジー〉）
- ニュー・ジャック・シティ ※ソフト版
- NY検事局
- 摩天楼はバラ色に（デイヴィッドソン〈ジャック・デヴィッドソン〉）※フジテレビ版
- ニューヨーク東8番街の奇跡（ベニー）※フジテレビ版
- ネイビー・シールズ（ラモス〈ポール・サンチェス〉）※VHS版
- ノーマ・ジーンとマリリン（アーサー・ミラー〈デヴィッド・デュークス〉）
- バーティカル・ターゲット/大統領狙撃計画（ジョナサン・デイビス大統領〈グレゴリー・ハリソン〉）
- バード・オン・ワイヤー（ソレンソン〈デビッド・キャラダイン〉）※ソフト版
- ハード・ターゲット（刑事）※フジテレビ版
- ハード・チェック（エド〈エド・オニール〉、レフリー、ドーキンズ）
- バーニーズ あぶない!?ウィークエンド（バーニー・ロマックス〈テリー・カイザー〉）
- パーフェクト・ホスト 悪夢の晩餐会（ウォーウィック・ウィルソン〈デヴィッド・ハイド・ピアース〉）
- π
- 背徳の囁き（グレゴリー〈ジュリオ・オスカー・メチョソ〉）
- ハイランダー/最終戦士（ジョー・ドーソン）
- バス停留所（ライフのレポーター）※テレビ東京版
- バック・トゥ・ザ・フューチャー PART2（ニードルス〈フリー〉）※テレビ朝日版
- バトルランナー（スティーヴィー）※フジテレビ版
- ハネムーン・イン・ベガス（ロイ・ベーコン〈バートン・ギリアム〉）
- バラ色の選択（エド・ドリンクウォーター〈ボブ・バラバン〉）
- パラダイス・アーミー
- パンサー
- 晩秋 ※テレビ版
- ビーン（ブルータス警部補〈リチャード・ガント〉）※BD版
- ビジター/フロム・マース（ジェシー・プラット大佐〈ロバート・ウィズダム〉）
- ビバリーヒルズ・コップ2 ※フジテレビ版
- ピュア・ラック（フェルナンド）
- フーズ・ザット・ガール（ベルソン刑事）
- ファースト・ミッション（特警隊指揮官〈ラム・チェンイン〉、コーヒーショップ店主〈ウー・マ〉、家庭教師〈アンソニー・チェン〉）
- ファイナルカット（ジョン・ピアース〈サム・エリオット〉）
- フィールド・オブ・ドリームス（ジョン・キンセラ、バック・ウィーヴァー）※VHS版
- フェイス（キム・ハンス〈チョ・ウォニ〉）
- フォー・ザ・ボーイズ（マイケル・レナード軍曹〈アーリス・ハワード〉）
- フォレスト・ガンプ/一期一会（ジョージ・ウォレス知事〈本人〉）※日本テレビ版
- 不法執刀（ウラジミール〈ピーター・ストーメア〉）
- 不法侵入（ジェリー・ルーリー〈カーメン・アルジェンツィアノ〉、ノブ刑事）※ソフト版
- ブラック・マスク（ホン隊長〈パトリック・ロン〉）
- PLANET OF THE APES/猿の惑星（ティバル〈エリック・アヴァリ〉）※ソフト版
- フル・ブラント（スティーヴ）
- ブレーキ・ダウン（ボイド保安官〈レックス・リン〉）※日本テレビ版
- プレデター2（ダニー・アーチュリータ刑事〈ルーベン・ブラデス〉、エルダー・プレデター）※ソフト版
- プロジェクトS（女装した強盗〈エリック・ツァン〉）
- ヘルライド（ジェント〈マイケル・マドセン〉）
- 冒険活劇 上海エクスプレス（盗賊〈ポール・チャン、リチャード・ノートン〉、セク〈シー・キエン〉）
- 暴走特急（テロリスト）※テレビ朝日版
- ぼくはゴーディ（ゴーディのパパ）
- 誇り高き男（カウボーイ1、通行人2）※フジテレビ新録版
- 誇り高き戦場 ※TBS新録版
- VOLCANO 2012（チャーリー〈リチャード・バージ〉）
- 香港極道 野獣刑事（交通違反者〈リチャード・ン〉、ヤマイヌ〈フィリップ・コー〉）
- 香港極楽コップス/俺たちに明日はある!?（ワン〈ジェームス・ティエン〉）
- マイ・ガール（アーサー）※ソフト版
- マーベルズ（ハンク・マッコイ / ビースト〈ケルシー・グラマー〉）
- マカロニ・ウエスタン 800発の銃弾（シャイアン）
- 魔鬼雨（トム・プレストン〈トム・スケリット〉）
- マクベイン （イーストランド〈スティーヴ・ジェームズ〉）※VHS版
- マッケンナの黄金 ※テレビ朝日版
- マッチスティック・メン（チック〈ブルース・マッギル〉）
- マッドストーン（お通夜）
- マトリックス リローデッド（ウェスト評議員〈コーネル・ウェスト〉、ティラント）※ソフト版
- マトリックス レボリューションズ（ウェスト評議員〈コーネル・ウェスト〉）※ソフト版
- マネー・ピット（オスカー）※TBS版
- マネキン2（ジェイムス支店長〈スチュアート・パンキン〉）※VHS版
- マペットめざせブロードウェイ!（スケフィントン〈ジェームズ・ココ〉）※CBS/FOXビデオ版
- 真夜中のピアニスト（ロベール・セール〈ニエル・アレストリュプ〉）
- ミオとミラミス 勇者の剣（聖霊〈スヴァレ・アンケル・オーズダル〉）※VHS版
- ミケランジェロ・プロジェクト（ドナルド・ジェフリーズ〈ヒュー・ボネヴィル〉）
- ミシシッピー・バーニング（ストークス捜査官〈トビン・ベル〉、ホリス）※ソフト版
- Mr.Boo!ギャンブル大将（カジノのディーラー〈ディーン・セキ〉）
- Mr.Boo!ミスター・ブー（ラブホテルの案内係〈スタンリー・ホイ〉）
- ミスターフロスト（コレリ警部〈ジャン＝ピエール・カッセル〉）
- ミッション・イン・モスクワ（デニス〈マクシム・スハノフ〉）
- ミッドナイト・ラン（スタンリー）※VHS版
- ミュータント・ニンジャ・タートルズ2（フレディ〈マーク・ドエル〉）※ソフト版
- 身代金 ※日本テレビ版
- 未来警察
- めぐり逢えたら（クリフ・リード〈ケヴィン・オモリソン〉）※フジテレビ版
- メル・ブルックス/逆転人生（J・ポール・ゲティ〈ルディ・デ・ルカ〉）
- 燃えよデブゴン9（チェン・ルン）
- 燃えよデブゴン 出世拳（チンネン）
- 屋根裏部屋の花たち（ウィンズロー〈レオナード・マン〉）
- 闇はささやく（フロイド・デビアス〈F・マーレイ・エイブラハム〉）
- U-571（マシュー・クーナン少佐〈デヴィッド・キース〉）※ソフト版
- ライトスタッフ（スリック・グッドリン〈ウィリアム・ラス〉、ゴンザレス）
- ラスト・ボーイスカウト（引っ掻き回し屋〈ジャック・ケーラー〉）※日本テレビ版
- ラパ・ニュイ/モアイの謎（テュパ）
- ラピッド・ファイアー（カール・チャン〈マイケル・ポール・チャン〉）※テレビ朝日版
- ラビリンス/魔王の迷宮（右下の門番）※フジテレビ版
- ラ・ブーム（エティエンヌ、ブラサック先生）
- ラフ・マジック（ドク・アンセル〈ジム・ブロードベント〉）
- ラルフ一世はアメリカン（ムランボン国王）
- リーサル・ウェポン（ガスタフ）※TBS版
- リトル・トリー（ウィロー・ジョン〈グラハム・グリーン〉）
- リバイアサン（ジャスティン・ジョーンズ〈アーニー・ハドソン〉）※VHS版
- ルーカスの初恋メモリー
- レーザーホーク（ティーガー空軍大佐）
- レイジング・ブレット 復讐の銃弾（マーティン〈キース・デイヴィッド〉）※ソフト版
- レジョネア 戦場の狼たち（ジェロ〈ジョー・モンタナ〉）※テレビ東京版
- レッド・オクトーバーを追え!（チャーリー・ダヴェンポート〈ダニエル・デイヴィス〉、カッブ〈ラリー・ファーガソン〉）※ソフト版
- レッドロック/裏切りの銃弾（マット・グレイタック〈ティモシー・カーハート〉）
- レディホーク
- レプタイル -蜥蜴-（トム・ニコルス〈ベニチオ・デル・トロ〉）
- ロケッティア ※テレビ朝日版
- ロシア・ハウス（ラッセル〈ロイ・シャイダー〉）
- ロスト・ワールド/ジュラシック・パーク
- ロッキー5/最後のドラマ（ユニオン・ケイン〈マイケル・ウィリアムズ〉）※VHS版
- ロバと王女（青の国の王〈ジャン・マレー〉）
- ロボコップ2 ※テレビ朝日版
- ロボハンター 霊幻暗黒團大戦争（道士）
- ロンメルズ・ゴールド（ニールソン〈ディエター・フーフシュミット〉）
- ワールド・オブ・ライズ（アル・サリーム〈アロン・アブトゥブール〉）
- ワーロック ※テレビ朝日版
- ワイルドカントリー（フェザーズ）
- わかれ路（チャーリー〈ロン・ホワイト〉）
- 惑星アドベンチャー スペース・モンスター襲来!（ジャクソン）
- ワンス・アポン・ア・タイム・イン・アメリカ ※VHS版

#### ドラマ
- あなたにムチュー（ジャック・ファラー〈ケン・ジェンキンス〉）
- ER緊急救命室
  - シーズン5（コーンバーグ）
  - シーズン6（ドミニク）
  - シーズン7（ジェームス）
  - シーズン8（トーレス〈ネスター・セラーノ〉）
  - シーズン10（チャールス〈ジャレット・メイツ〉）
- IT
- インディ・ジョーンズ/若き日の大冒険
- エイリアニスト（ストロング・ラファイエット市長〈ピーター・マクロンビー〉）
- X-ファイル ※ソフト版
  - シーズン1 第1話「序章」（マイルズ刑事〈レオン・ラッサム〉）
  - シーズン1 第2話「ディープ・スロート」（キッセル中佐、国家保安局員）
  - シーズン3 第11話「黙示」（マイケル・グライダー〈サム・ボトムズ〉）
  - シーズン3 第12話「害虫」（リック・ニュートン博士）
- エド ボーリング弁護士（ニック・スタントン〈グレゴリー・ハリソン〉）
- NCIS 〜ネイビー犯罪捜査班
  - シーズン6 #11（ネッド・クイン元海軍兵曹〈ピーター・コヨーテ〉）
  - シーズン8 #8 #9 シーズン9 #14（ライリー・マカリスター元NCIS特別捜査官〈マイケル・オニール〉）
- F.B.EYE!! 相棒犬リーと女性捜査官スーの感動!事件簿 #5（リッグズ）
- エレメンタリー5 ホームズ&ワトソン in NY #8（ホールダー）
- ギフテッド 新世代X-MEN誕生 シーズン2 #8（オットー・ストライカー〈レイモンド・J・バリー〉）
- キャッスルロック（ゴードン〈マーク・ハレリック〉）
- 刑事コロンボシリーズ
  - 刑事コロンボ 悪の温室（グローバー刑事）※日本テレビ版
  - 新・刑事コロンボ 迷子の兵隊（マーティ・ダンサ）
  - 新・刑事コロンボ 殺意のキャンパス（司会者）
  - 新・刑事コロンボ 完全犯罪の誤算（トビー）
  - 新・刑事コロンボ 華麗なる罠（テッド）
  - 新・刑事コロンボ 殺人講義（マローイ刑事）
  - 新・刑事コロンボ 大当たりの死（ブリッツ、神父）
  - 新・刑事コロンボ 初夜に消えた花嫁（アレックス・バリック）
  - 新・刑事コロンボ 死者のギャンブル（クリス）
  - 新・刑事コロンボ 恋におちたコロンボ（ライリー刑事）
- 刑事ナッシュ・ブリッジス（ジェフ・マシーノ、バンデルゴース）
  - シーズン3 #15（スコット・リッジウェイ）
- コールドケース 迷宮事件簿
  - シーズン3（ダニエル〈現在〉〈ウィリアム・R・モーゼス〉）
  - シーズン7 ザ・ファイナル（ロンデ・ブルックス〈現在〉〈スティーヴン・ウィリアムズ〉）
- ザ・シューター シーズン3（レイ・ブルックス〈マイケル・オニール〉）
- ザ・スパイ -エリ・コーエン-（ダン・ペレグ〈ノア・エメリッヒ〉）
- ザ・ハンガー シーズン1 #15（トーマス医師）
- ザ・ユニット2 米軍極秘部隊（ジョージ・タテルマン〈フィル・ヘンドリー〉）
- 三国志 赤壁の戦い レッド・クリフのすべて（孫権）※再編集DVD版
- CSI:6 科学捜査班 #7, #8（ネスター・オルテガ内務調査官〈ネスター・セラーノ〉）
- CSI:13 科学捜査班 #4（リド・ライト / トミー・グラゼッティ〈ジェイ・アコヴォーン〉）
- シークエスト（マクシミリアン・スカリー〈ジョナサン・バンクス〉）
- シドニー・シェルダンの明日があるなら（ハンス・シュミッツ、ファガティ弁護士）※テレビ東京版
- シャーロック・ホームズの冒険 ショスコム荘（ジョー・バーンズ〈ジュード・ロウ〉）
- 私立探偵ハリー（ジョナサン・バンクス）
- 死霊伝説 セーラムズ・ロット（ラリー・クロケット）
- 新スタートレック（リバ、エイリアン、ロミュラン人、旅人 / ラカンタ）
- 新チャーリーズ・エンジェル（チャーリー・タウンゼント〈ヴィクター・ガーバー〉）
- SCORPION/スコーピオン シーズン3（ドクター・サンジェイ・パテル）
- スターゲイト SG-1 シーズン5 #3 #4（フランク・シモンズ大佐〈ジョン・デ・ランシー〉）
- スタートレック:エンタープライズ（テラス船長〈ロン・マラスコ〉、タヴィン〈ロバート・パイン〉、セージン〈クリストファー・シーア〉）
- スピン・シティ（ジェームス・カービル〈本人〉）
- スペース・レンジャーズ（エリック・ワイス大佐〈ゴットフリード・ジョン〉）
- 雪山飛狐（胡一刀〈アンソニー・ウォン〉）
- 第一容疑者3 朽ちた野望（ジャクソンの弁護士）
- 大草原の小さな家 シーズン3 #15（ジェレミー〈ジョージ・マードック〉）※NHK BS4K版
- 超音速ヒーロー ザ・フラッシュ（スタン・コバック〈イアン・ブキャナン〉）※日本テレビ版
- トーチウッド 人類不滅の日（スチュアート・オーウェンズ〈アーニー・ハドソン〉）
- 24 -TWENTY FOUR- シーズン2（ピーター・キングスレー〈トビン・ベル〉）
- ドクタークイン 大西部の女医物語（エズラ・レナード〈ローレンス・プレスマン〉、ポッター博士、ヘイズン）
- 特攻野郎Aチーム
  - シーズン1 #12（プライス）
  - シーズン2 #4（クーパー〈デヴィッド・グラフ〉）
  - シーズン5 #4（スティーモーラー〈ジム・ブラウン〉）
- トップモデル諜報員 カバー・アップ（ウィラード）
- ナイトライダー
  - シーズン1 #9「決死の替え玉作戦!ナイト2000凶悪武装軍団(秘)計画を暴け!」（マイダース）
  - シーズン2 #3「殺人ヘリ攻撃ミサイルの恐怖!決死の空中戦・超パワー全開!!」（FBI）
  - シーズン2 #15「死線48時間リミット寸前!決死のレール・ウェイ大走破!!」（トニー、救急隊員）
  - シーズン4 #2「美女とナイト2000を取り戻せ!!」（スナイダー）
- バーン・ノーティス 元スパイの逆襲 シーズン3 #3（ジークの仲間〈ステファン・リフェッツ〉）
- ハイテク武装車バイパー（ロイド〈ドン・S・デイヴィス〉）
- 犯罪捜査官ネイビーファイル シーズン2（ケイヒル〈トム・オブライエン〉、ロバート・スタック〈アーカイブ映像〉）
- PAN AM/パンナム #4 #11 #14
- ピッツバーグ警察日記（ミーシカの父）
- ヒューマン・ターゲット
- ブラインドスポット2 タトゥーの女（ハーマン〈ザック・グルニエ〉）
- フリッパー シーズン1 #2（カール・グライムズ）
- ベイウォッチ（コーリー医師〈スティーブ・ガービー〉、ローガンの父）
- 冒険野郎マクガイバー
  - シーズン1 #2（ナライ将軍〈ジョージ・チェン〉）
  - シーズン2 #12（ダン）
- 名探偵ポワロ ※NHK版
  - 「砂に書かれた三角形」（旅行客、税関員）
  - 「消えた廃坑」（警官、無線の声）
  - 「愛国殺人」（舞台の役者、ホテルマン、チャップマン）
  - 「誘拐された総理大臣」（警官）
  - 「スペイン櫃の秘密」（新聞記者）
- 名探偵モンク
  - シーズン2 #4（エドガー・ハインツ〈マーク・イヴァニール〉）
  - シーズン2 #16（囚人ロディ〈パトリック・セント・エスプリト〉）
  - シーズン8 #14（カート・プレスマン〈ジョン・キャロル・リンチ〉）
- ヤングライダーズ（ジェンセン、タイラー 他）
- ラスト・エージェント（ラモン・エストラーダ〈ファン・フェルナンデス〉）
- リーサル・ウェポン（ロニー・デルガド〈トニー・プラナ〉）

#### アニメ
- アラジンの大冒険
- サムライジャック（スコットマン）
- ジャスティス・リーグ（ハデス、ヴァンダルサベージ〈2代目〉）
- スター・ウォーズシリーズ
  - スター・ウォーズ ドロイドの大冒険（ソール・ジョーベン）※VHS版
  - スター・ウォーズ/クローン・ウォーズ (テレビアニメ)（カトゥーンコ大王）
- タンタンの冒険シリーズ
  - タンタンの冒険 オトカル王の杖（国王）
  - タンタンの冒険 タンタン、アメリカへ（署長）
  - タンタンの冒険 ファラオの葉巻
- 地上最強のエキスパートチーム G.I.ジョー 劇場版（ザルタン）
- チップとデールの大作戦 レスキュー・レンジャーズ（カービー、アナウンサー）
- バットマン
- バットマン・ザ・フューチャー（デレク・パワーズ / ブライト）
- ホワット・イフ...?（オー・ベン）
- リセス 〜ぼくらの休み時間〜
- 龍族 -The Blazing Dawn-（夜の守り人）

### 特撮
1999年
- 救急戦隊ゴーゴーファイブ（ソルゴイルの声）

2000年
- ウルトラマンネオス（ナレーション）

2009年
- 侍戦隊シンケンジャー（アヤカシ・イサギツネの声）

2010年
- 侍戦隊シンケンジャーVSゴーオンジャー 銀幕BANG!!（テンソウダーの声）
- 天装戦隊ゴセイジャー（マスターヘッドの声、テンソウダー音声、ナレーション）

2011年
- 天装戦隊ゴセイジャーVSシンケンジャー エピックon銀幕（ナレーション）
- 帰ってきた天装戦隊ゴセイジャー last epic（マスターヘッドの声）
- ゴーカイジャー ゴセイジャー スーパー戦隊199ヒーロー大決戦（テンソウダーの声）

2012年
- 海賊戦隊ゴーカイジャーVS宇宙刑事ギャバン THE MOVIE（テンソウダーの声）

2018年
- 快盗戦隊ルパンレンジャーVS警察戦隊パトレンジャー（アルセーヌ・ルパンの声）

### ラジオ
- DARKER THAN BLACK BACKSTAGE PASS（第2、4回ゲスト）
- FMラジオ 新春謡曲狂言（2017年1月1日） - 司会
- Sound Travelogue 〜沢木耕太郎、日本を旅する〜（2018年2月1日） - 語り

### ラジオドラマ
- NHK-FM 青春アドベンチャー イーシャの舟（ナレーター）
- 押井守シアター ケルベロス鋼鉄の猟犬（クローゼ少佐）
- NG騎士ラムネ&40EX2 ユラユラ銀河帝国大混戦!（コーン・ポタージュ）

### オーディオドラマ
- 中田ステーションセブン（LisBo、演出）
- 山本周五郎短編集「日本婦道記」より 墨丸（LisBo、鈴木平之丞）※演出も担当
- 山本周五郎作「夜の辛夷」（LisBo、演出）
- クレシェンド（LisBo、黒木健三[77][78]）[79][80][81]

### 音楽CD
- ONE PIECE ニッポン縦断！47クルーズCD in 青森 ねぶたの虎（2015年1月28日）
  - 「ねぶたの虎」（イッショウ［藤虎］）

### テレビドラマ
- 私が初めて創ったドラマ 「僕と彼女と僕と蠅」（2010年、NHK） - 蠅の声

### 舞台
- 朗読&音楽の世界（2003年、自由学園明日館 講堂） - ナレーション
- 朗読の日「初蕾」NPO日本朗読文化協会主催（2007年、銀座博品館劇場）

### ナレーション
- 宇宙の謎に挑む（ディスカバリーチャンネル）
- FNS27時間テレビフェスティバル（2016年7月23日、フジテレビ）
  - FNS27時間テレビ 日本一たのしい学園祭!（2024年7月21日）
- Original Entertainment Paradise -おれパラ- 2016 IX'mad Magic〜（2016年12月24日・25日）
- ゴルフネットワーク 全米オープンゴルフ選手権（CSチャンネル）
- デジ絵の文法（フジテレビONE）
- サイエンスチャンネル
- 世界・豪華鉄道の旅 DVD
- 鉄道写真物語 1枚にかける旅（TwellV）
- BS世界のドキュメンタリー（NHK BS1）
- ふれあい出逢いの旅
- 児童文学DVDシリーズ「大造じいさんとガン」（朗読）
- 能楽を通した 日本の美・心（NHKエンタープライズ）
- ワールドビジネスサテライト（BSジャパン・日経CNBC）

### ボイスオーバー
- E=mc^2 〜アインシュタインと世界一美しい方程式〜（NHK総合）
- シェフのテーブル（Netflix配信）
- ドキュメント地球時間「人類 火星へ」（ETV特集）
- ハイビジョン特集「20世紀“核”の内幕 〜米ソ対立とスパイ戦争〜」（ヘンリー・アーノルド元帥）
- BS世界のドキュメンタリー（NHK BS1）
- ビリオンサン「星空3次元マップをつくれ」（2016年、五藤光学研究所）
- 地球ロマン（NHK教育テレビ）
- 地球ドラマチック（NHK教育テレビ）
  - 「肉食恐竜の真実 第1回 〜最強の恐竜ティラノサウルス〜」（2006年）
- ロイヤル・スキャンダル 〜エリザベス女王の苦悩〜（2012年、BSプレミアム）

### プラネタリウム
- あすたむらんど徳島・子ども科学館「kikyo 〜銀河鉄道でめぐる宇宙の旅 第二章〜」（ナレーション）
- 安城市文化センター内プラネタリウム上映作品「迷? 探偵クリス」（ドクターゲイル）
- 厚木市子ども科学館 コスモシアター（ナレーション）
- 仙台市博物館 岩出山の天文暦学者 名取春仲物語（名取春仲）
- 群馬県生涯学習センター「地球は動いている〜ガリレオが見つけた宇宙の神秘〜」（ガリレオ）
- ディスカバリーパーク焼津「生命（いのち）の記憶　-Born in The Space-」（ナレーション）
- 栃木県子ども総合科学館「星のソムリエ」（案内人：マスター）
- 向井千秋記念子ども科学館「ガリレオと娘チェレステ〜ガリレオ望遠鏡からの400年〜」（ガリレオ）

### CM
- 朝日新聞出版「週刊新マンガ日本史」
- 箱根 彫刻の森美術館 TVCM

### パチンコ・パチスロ
- エージェント・クライシス（ボス）
- DARKER THAN BLACK -黒の契約者-（猫<マオ>）

### その他コンテンツ
- タカラ マスターフォース大図鑑（グランド）
- タカラ トランスフォーマー レジェンズ  「LG31 フォートレスマキシマス」（音声）
- 日本名作絵本CD
  - 「かぐや姫」（男）
  - 「天稚彦ものがたり」（こしの男）
  - 「赤いろうそくと人魚」（おじいさん）
- バンダイ 天装戦隊ゴセイジャー「ゴセイパワー解放器 テンソウダー」「ゴセイヘッダーシリーズ ゴセイテンソード」(音声)
- ニッポン放送「全国高校野球 県予選 決勝 聖母学苑×彩珠学院」（漫画『ラストイニング』の実況企画）・解説

## 音響監督作品
- ガレリアンズ:リオン（2002年）
- アークス・ファタリス 日本語版（2003年）

## 脚本作品
- クレシェンド - 霧野耕平 名義 [82][83]